# Tom Crean
Thomas ("Tom") Crean também conhecido domo o "Gigante Irlandês" (County Kerry, 20 de Julho de 1877–Cork, 27 de Julho de 1938) foi um marinheiro irlandês e explorador da Antártida. Participou em três das quatro prinipais expedições britânicas à Antárctida durante a Idade Heróica da Exploração da Antártida, incluindo a Expedição Terra Nova (1911–13), liderada por Robert Falcon Scott, que perdeu a corrida ao Pólo Sul contra Roald Amundsen, e terminou com a morte do grupo polar de Scott. Durante a expedição, Crean caminhou sozinho ao longo de 56 km, pela Plataforma de gelo Ross para salvar Edward Evans. Com feito recebeu a Medalha de Alberto
Crean deixou a quinta da sua família perto de Annascaul, para se alistar na Marinha Real Britânica com 15 anos de idade. Em 1901, enquanto prestava serviço no HMS Ringarooma, na Nova Zelândia, candidatou-se para a Expedição Discovery (1901–04)), onde se encontrava Scott, dando inicio a uma carreira como explorador. Após o seu regresso no Terra Nova, a terceira, e última, aventura de Crean foi a Expedição Transantártica Imperial, no Endurance, liderada por Ernest Shackleton, na qual serviu como segundo-oficial. Após o Endurance ter ficado encalhado no gelo, e ter-se afundado, Crean foi uma das vítimas de uma série de eventos que incluíram meses à deriva no gelo, uma viagem em barcos salva-vidas para a Ilha Elefante, e uma jornada de barco de cerca de 1 500 km a partir desta ilha para a Ilha Geórgia do Sul. Após chegar à Geórgia do Sul, Crean foi um de um grupo de três membros, que efectuou a primeira travessia terrestre da ilha sem qualquer mapa ou equipamento de montanhismo de apoio.
A contribuição de Crean para estas três expedições deu-lhe uma imagem de duro e de essencial nas explorações polares, e fê-lo ganhar três Medalhas Polares. Após a expedição Endurance, regressou à Marinha, e quando a sua carreira naval terminou, em 1920, regressou a County Kerry. Na sua cidade natal de Annascaul, Crean e a sua esposa Ellen, abriram um bar chamado South Pole Inn. Morreu na sua cidade em 1938.